# Теодорос Папалукас
Теодорос Папалукас е бивш гръцки баскетболист, играещ предимно като гард. Висок е 200 см и тежи 102 кг. Рекордьор на Евролигата по асистенции и борби. По време на престоя си в отбора на ПБК ЦСКА Москва често е наричан „шестият играч“.

## Кариера
Започва кариерата си в Абелокипи. През 1997 г. преминава в Дафни от гръцката лига А2. С тях печели лига А2 и става играч на сезона. От 1999 г. играе за Паниониос. През 2001 г. става играчът с най-много асистенции през сезона. Участва и в мача на звездите. Същата година преминава в Олимпиакос и печели купата на Гърция. Отново играе в мача на звездите. 
През 2002 г., заедно със съотборника си Алексей Саврасенко преминават в ПБК ЦСКА Москва. В 2003 участва на Евробаскет с Гърция. През 2005 г. Тео става европейски шампион с Гърция. Избран е в идеалната петица на турнира. 
Сезон 2006 става един от най-успешните за Тео – той става световен вицешампион с Гърция, печели Евролигата с ЦСКА, избран е за МВП на „Final four“ на турнира и за най-добър баскетболист на Европа. На 7 юли 2007 г. преподписва с ЦСКА Москва за още 3 години. Същата година става МВП на Евролигата, въпреки че „армейците“ губят финала от Панатинайкос. 
През 2008 печели Евролигата за втори път в кариерата си. Въпреки големият интерес на тимове от НБА, Теодорос решава да остане в състава на „армейците“. На 20 юни 2008 г. се завръща в Олимпиакос. Става играчът с най-много асистенции през сезона. 
През 2010 и 2011 г. печели купата на страната. На 13 август 2011 г. подпидсва с израелския Макаби Тел Авив. Изиграва само 8 мача в първенството и след края на сезона напуска. В края на декември 2012 г. поддържа форма с бившия си отбор ЦСКА Москва. След няколко дни на проби, гардът подписва с отбора на „армейците“. Тео играе за ЦСКА до края на сезона, след което слага край на кариерата си.